# 張嵩 (正德進士)
張嵩（1481年—1536年），字中望，號濯江，四川成都前衛軍籍，河南南陽縣人，明朝政治人物。

## 生平
四川鄉試第三十六名舉人。正德十二年（1517年）中式丁丑科會試第三百四十一名，登第三甲第一百八十七名進士。都察院观政，授行人，嘉靖元年（1522年）六月选授吏科给事中，三年八月升刑科右，九月升工科左，五年四月升工科都给事中，十年正月升顺天府府丞，十二年六月升都察院右佥都御史、整饬蓟州等处边备兼巡抚顺天等处，十三年八月因病致仕。十五年卒，賜祭葬。

## 家族
曾祖張海；祖父張銘；父張騰，曾任訓導。母劉氏。永感下。兄张崇。弟张峩，刑部主事。